# جورج لوكوود
جورج لوكوود هو سياسي أمريكي، (و. 1862  م).